# Đường gom

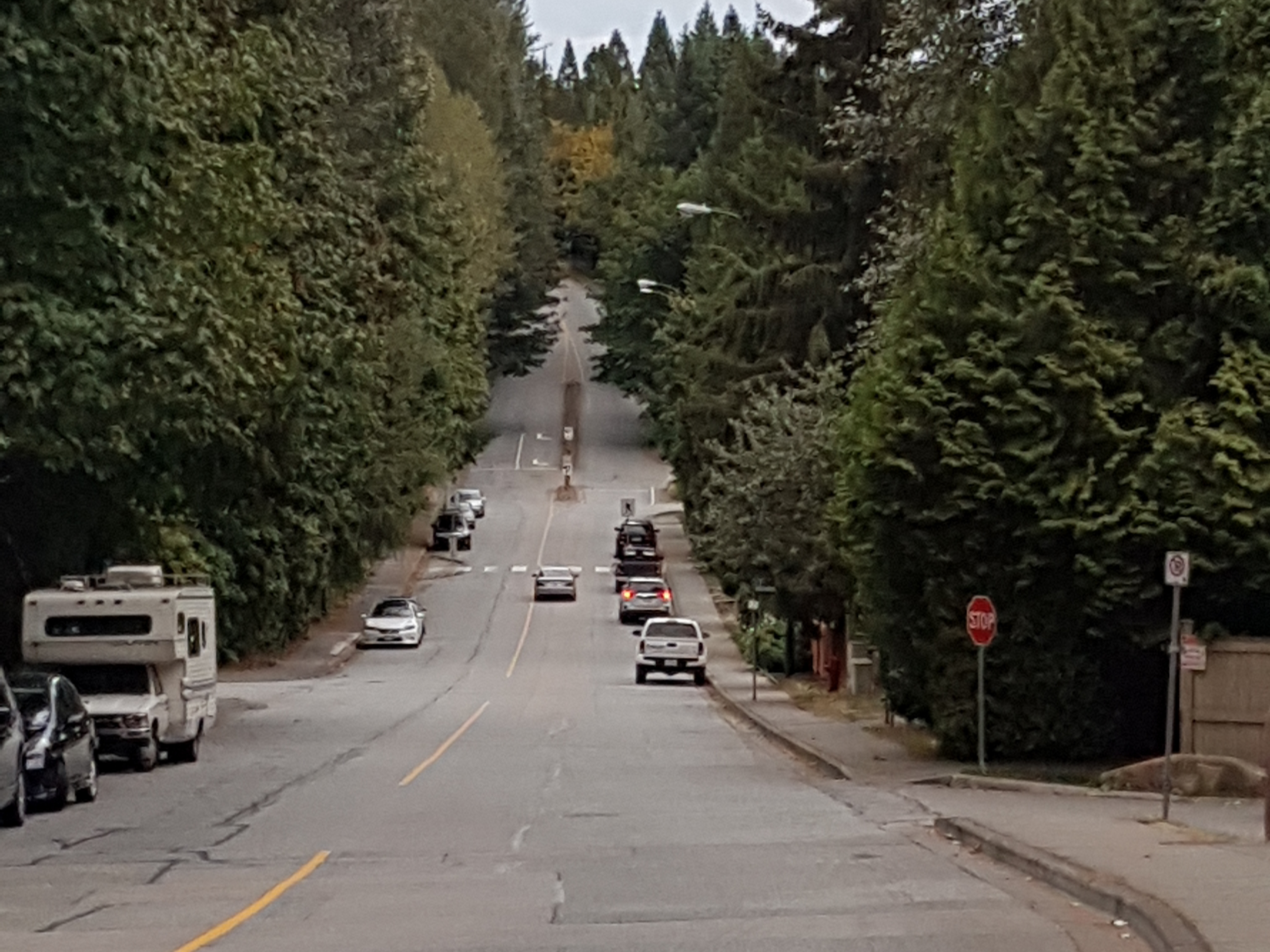
Noons Creek Drive và Falcon Drive là những đường gom điển hình ở Port Moody, British Columbia, Canada.

Đường gom hay đường phân phối là đường có năng lực từ thấp đến vừa, dùng để di chuyển giao thông từ đường phố đến các đường huyết mạch. Không giống như đường huyết mạch, đường gom được thiết kế để cung cấp lối vào các khu dân cư. Thỉnh thoảng, các khu vực pháp lý phân biệt các đường gom lớn và nhỏ.

## Thông số kỹ thuật
Các đường gom thường rất khác nhau về ngoại hình. Một số đường gom ở đô thị là những đại lộ rộng đi vào các khu dân cư hoặc kết nối các khu vực. Những đường khác là đường phố và thường rộng hơn đường địa phương. Các chợ quy mô nhỏ có thể được tìm thấy trên các đường gom trong khu dân cư. Các cơ sở cộng đồng chính như trường học, nhà thờ và các trung tâm giải trí thường nằm trên các đường gom.
Đường gom thường bao gồm sự kết hợp của các nút giao có đèn giao thông, vòng xoay (bùng binh) hoặc biển báo dừng. Ở Bắc Mỹ, đường gom thường có đèn giao thông tại giao lộ với đường huyết mạch, trong khi bùng binh và điểm dừng hai chiều thường được sử dụng ở Châu Âu.
Đường gom thường có giới hạn tốc độ là 30 ‑ 60 km/h, tùy thuộc vào mức độ phát triển và tần suất tiếp cận địa phương, nút giao thông và người đi bộ cũng như khu vực xung quanh (tốc độ thấp nhất trong khu vực có trường học). Việc điều tiết giao thông đôi khi cũng được sử dụng ở các khu vực cũ trên đường gom.

## Phát triển
Đường gom có thể hình thành theo nhiều cách khác nhau. Thông thường, chúng được quy hoạch ở ngoại ô và được xây dựng rõ ràng cho nó; đôi lúc, đường gom lấp đầy những khoảng trống trong hệ thống mạng lưới giữa các tuyến đường huyết mạch. Các nhà quy hoạch đô thị thường xem xét những con đường như vậy khi quy hoạch các khu vực mới vì cơ sở hạ tầng cho các tiện ích như đường dây phân phối điện, cống rãnh và đường ống dẫn nước có thể được xây dựng qua cùng một hành lang.